# Stefan Florenski
Stefan Jozéf Florenski (Gliwice, 17 dicembre 1933 – Hamm, 23 febbraio 2020) è stato un calciatore polacco, di ruolo difensore.
Considerato uno tra i migliori difensori polacchi della sua epoca. Durante la sua carriera ha vinto: nove campionati polacchi (1957, 1959, 1961, 1963, 1964, 1965, 1966, 1967, 1971), cinque coppe polacche (1965, 1968, 1969, 1970, 1971)

## Caratteristiche tecniche
È un difensore.

## Carriera

### Club
Nato a Gliwice, durante il dominio della Germania nazista, inizia a giocare a calcio nel periodo successivo alla seconda guerra mondiale, nel Sośnica Gliwice, squadra della sua città natia. Lì conosce Włodzimierz Lubański, che ritroverà come compagno di squadra nel Górnik Zabrze
Trasferitosi al Górnik Zabrze, allora nel suo periodo d'oro, nel 1961, gioca nella prima partita del Gornik in Coppa dei Campioni contro il Tottenham, e nove anni dopo nella finale della Coppa delle Coppe con il Manchester City.
Dopo l'esperienza al Gornik si trasferisce al GKS Tychy prima di ritirarsi nel 1973.
Muore ad Hamm, in Germania, il 23 febbraio 2020, all'età di 86 anni.

### Nazionale
Debutta con la Polonia il 29 settembre 1957 contro la Bulgaria. Nel 1960, viene convocato per il 13º Torneo olimpico di calcio di Roma 1960.

## Palmarès

### Competizioni nazionali
- Campionato polacco: 9

Gornik Zabrze:1957, 1959, 1961, 1962-1963, 1963-1964, 1964-1965, 1965-1966, 1966-1967, 1970-1971
- Coppa di Polonia: 5

Gornik Zabrze:1964-1965, 1967-1968, 1968-1969, 1969-1970, 1970-1971